# Ryan Gustavo de Lima
Ryan Gustavo de Lima (San Paolo, 15 luglio 2003) è un calciatore brasiliano, centrocampista del Corinthians.

## Carriera
Ryan è cresciuto nel settore giovanile del Corinthians ed ha firmato il primo contratto professionistico nel luglio del 2021. Ha debuttato in prima squadra il 29 giugno 2023 nell'incontro della fase a gironi di Coppa Libertadores vinto 3-0 contro il Liverpool (M). Il 19 luglio seguente ha segnato il suo primo gol decidendo al 92' l'incontro valido per gli spareggi di Coppa Sudamericana vinto 2-1 contro l'Universitario.

## Statistiche

### Presenze e reti nei club
Statistiche aggiornate al 12 dicembre 2024.
| Stagione        | Squadra         | Campionato      | Campionato | Campionato | Coppe nazionali | Coppe nazionali | Coppe nazionali | Coppe continentali | Coppe continentali | Coppe continentali | Altre coppe | Altre coppe | Altre coppe | Totale | Totale | Totale |
| Stagione        | Squadra         | Comp            | Pres       | Reti       | Comp            | Pres            | Reti            | Comp               | Pres               | Reti               | Comp        | Pres        | Reti        | Pres   | Reti   |        |
| --------------- | --------------- | --------------- | ---------- | ---------- | --------------- | --------------- | --------------- | ------------------ | ------------------ | ------------------ | ----------- | ----------- | ----------- | ------ | ------ | ------ |
| 2023            | Corinthians     | A1/SP+A         | 0+0        | 0+0        |                 | -               | -               | CS+CL              | 1+1                | 0+1                |             | -           | -           | 2      | 1      |        |
| 2024            | Corinthians     | A1/SP+A         | 4+11       | 0+0        | CB              | 3               | 0               | CS                 | 4                  | 0                  |             | -           | -           | 22     | 0      |        |
| Totale carriera | Totale carriera | Totale carriera | 15         | 0          |                 | 3               | 0               |                    | 6                  | 1                  |             | -           | -           | 24     | 1      |        |

## Palmarès

### Club

#### Competizioni statali
- Campionato paulista: 1

Corinthians: 2025